# Зандберг, Вальдемар Янович
Вальдемар Янович Зандберг  (латыш. Valdemārs Zandbergs, 6 марта 1927, г. Лиепая, Латвия — 14 ноября 1994) — советский латвийский актёр. Заслуженный артист Латвийской ССР (1987).

## Биография
Окончил актёрское отделение театрального факультета Латвийской государственной консерватории им. Я. Витола (1953). Учился в Латвийской сельскохозяйственной академии.
С 1950 года — актёр Лиепайского драматического театра. В кино — с 1956 года.
Лауреат премии Большой Кристап в номинации «Лучшая роль второго плана» за роль лесника в фильме «Страх» 1986 года. Заслуженный артист Латвийской ССР (1987).

## Фильмография
- 1956 — За лебединой стаей облаков
- 1957 — Рита — Марис
- 1958 — На дальних берегах
- 1958 — Повесть о латышском стрелке — Мартын Вента
- 1959 — Эхо — Янис
- 1960 — На пороге бури — Жубур
- 1961 — Обманутые — Антон
- 1962 — День без вечера
- 1963 — Иоланта — Бертран
- 1963 — Он жив (к/м) — эпизод
- 1964 — Государственный преступник — эпизод
- 1964 — Армия «Трясогузки» — эпизод
- 1964 — Капитан Нуль
- 1965 — Заговор послов — Тылтынь
- 1965 — «Тобаго» меняет курс — Свадруп
- 1967 — Жаворонки прилетают первыми — Микелсонс
- 1969 — У богатой госпожи — эпизод
- 1969 — Тройная проверка — эпизод
- 1969 — Времена землемеров — крестьянин
- 1972 — Земля, до востребования — Ян Берзин / Павел Иванович / старик Доницетти
- 1972 — Капитан Джек — Гунар
- 1974 — Верный друг Санчо — дедушка Санчо
- 1975 — Ключи от рая — Гинтарс
- 1976 — Третья сторона медали
- 1976 — Быть лишним — Лео Александрс
- 1976 — Под опрокинутым месяцем — директор плавбазы
- 1977 — Паруса — Сергей Георгиевич
- 1980—1981 — Долгая дорога в дюнах — учитель
- 1981 — На грани веков — Бриедис
- 1983 — Оборотень Том — дормуйжский помещик
- 1984 — Мой друг Сократик — дедушка Сократика
- 1984 — Дверь, открытая для тебя — Карлис, муж Элмы
- 1986 — Страх — лесник
- 1987 — Айя — отец Яниса
- 1987 — Если мы все это перенесем…
- 1987 — Этот странный лунный свет — Екаб
- 1988 — Государственная граница. Фильм 7-й: «Соленый Ветер» — Шлойда
- 1989 — Судьбинушка — Кришьянис Баронс
- 1989 — Тапёр — отец Лаймониса
- 1991 — Времена землемеров (реж. Варис Брасла)

## Озвучивание мультфильмов
- 1980 — Как я ехал к деве Севера